# 秋扇抄
『秋扇抄』（しゅうせんしょう）は宝塚歌劇団の舞台作品。月組公演。
1974年8月29日から9月26日まで宝塚大劇場で公演された。
形式名は「舞踊詩」。5景。
併演作品は『ベルサイユのばら』。

## 解説
※『宝塚歌劇100年史（舞台編）』の宝塚大劇場のページを参考。
『雨月物語』を基にした作品。紀伊の国三輪が崎で、商屋の息子・豊雄（演：叶八千矛）は、雨の中、松の木陰で雨宿りをと女﨟・真女児（演：常花代）と出会う。傘を貸した豊雄は、真女児の住む館へ傘を受け取りに行くが、そこはすごい館であった。夢のようなひとときを過ごす豊雄は・・・。

## スタッフ
- 作・演出[1]：酒井澄夫
- 音楽[2]：高橋廉、寺田瀧雄
- 音楽指揮[2]・合唱指揮[2]：十時一夫
- 振付[2]：花柳寿楽
- 装置[2]：荒島鶴吉
- 衣装[2]：静間潮太郎、中川菊枝
- 照明[3]：今井直次
- 音響・録音[3]：松永浩志
- 小道具[3]：万波一重
- 効果[3]：辻本修
- 演出助手[3]：三木章雄
- 制作[3]：野田浜之助